# 가시타테촌
가시타테촌(樫立村)은 일본 도쿄도 하치조 지청 관내에 설치되었던 촌이다. 현재의 하치조정의 일부에 해당한다.